# Eman Dwagy
Eman Dwagy (* 1. Januar 1993 in Syrien) ist eine syrische Schauspielerin.

## Leben
Eman Dwagy wurde 1993 in Syrien geboren, wuchs in Latakia auf und lebt seit 2016 in Berlin. Sie studierte dort Schauspiel an der Hochschule für Schauspielkunst Ernst Busch und macht 2024 ihren Abschluss. Sie gab während des Studiums Theaterworkshops für Kinder und arbeitete freischaffend als Schauspielerin. Im Kino war sie in dem Film Die stillen Trabanten zu sehen, im Fernsehen übernahm sie unter anderem in den Fernsehreihen Letzte Spur Berlin und Polizeiruf 110.

## Filmografie
- 2020: Inanna (Kurzfilm)
- 2022: Die stillen Trabanten
- 2023: Letzte Spur Berlin (Fernsehserie, Folge Sehnsucht)
- 2023: Jokah und Tutty (Fernsehserie, Folge Premiere)
- 2024: Polizeiruf 110: Unsterblich (Fernsehreihe)
- 2025: In aller Freundschaft (Fernsehserie, Folgen Brief aus der Vergangenheit, Bang ums Herz, Liebe)

## Hörspiele
- 2025: Basil Zecchinel und Clara Schiltenwolf: Requiem for a lobster, DLR
- 2025: Jette Volland: Forever Club – Mystery-Hörspiel-Podcast, WDR[3]